# 湖翼龍屬
湖翼龍屬（學名：Noripterus）是翼龍目翼手龍亞目的一屬，化石被發現於中國新疆準噶爾盆地的連木沁組地層，地質年代相當於白堊紀早期。湖翼龍是準噶爾翼龍的近親，兩者生存於相同時代與地區，而體型與牙齒的差異可能導致兩者佔據者不同生態位。

## 化石與命名
在1973年，中國古生物學家楊鍾健將化石進行描述、命名，模式種是複齒湖翼龍（N. complicidens）。屬名裡的nuur在蒙古文意為「湖泊」，pteron在古希臘文意為「翼」，是翼龍類的學名常見字根。
正模標本（編號V.4062）包括頭顱骨前段、下頜、脊椎骨、部分的四肢骨頭、與骨盆，也曾在蒙古國科布多省發現其他個體的化石。
楊鍾健認為湖翼龍是相當類似同時代的準噶爾翼龍，雖然體型比較小。牠們擁有長且窄的頸部脊椎，下頜前部類似準噶爾翼龍，沒有牙齒，具有冠飾。這些牙齒發展良好，而且相隔距離遠。湖翼龍的口鼻部筆直，尖端沒有往上彎曲，這點不類似準噶爾翼龍。

## 分類
因為湖翼龍與準噶爾翼龍的相似處，牠們被分類為準噶爾翼龍科的一個屬。
在1982年，Natasha Bakhurina將一個小腿骨頭（編號PIN 3953）建立為準噶爾翼龍的新種，嬌小準噶爾翼龍（D. parvus）。之後發現更多標本，包含一個幾乎完整的頭顱骨（編號GIN 100/31）。在1986年，Natasha Bakhurina將這個種建立為新屬，嬌小驚恐翼龍（Phobetor parvus），屬名是以希臘神話中的夢魘神佛貝特為名。然而，驚恐翼龍的屬名Phobetor已經取名在一屬鮋形目魚類上，所以最終還是需要另取一個新的屬名。在2009年，呂君昌等人重新研究準噶爾翼龍科的化石材料，發現湖翼龍、驚恐翼龍的化石高度類似、無法辨認，而驚恐翼龍較晚被命名，因此驚恐翼是湖翼龍的次異名。
由於驚恐翼龍的化石材料被重新歸類於湖翼龍，因此湖翼龍的身長比以往的估計值還大，翼展可達4公尺寬。

## 古生物學
準噶爾翼龍科動物，例如湖翼龍，被認為已適應以貝類為食，牠們使用長而狹窄、缺乏牙齒的喙狀嘴挑起適合的食物，並用粗壯的牙齒將貝殼壓碎。準噶爾翼龍科的頭顱骨、四肢、以及脊椎，比其他翼龍類的還要結實。
湖翼龍、體型較大的準噶爾翼龍生存於相同時代的相同地區，顯示牠們生存於內陸湖泊環境。跟準噶爾翼龍相比，湖翼龍的頭顱骨較小、牙齒較修長較虛弱，因此這兩種翼龍類可能佔據者不同生態位。準噶爾翼龍可能在湖泊淺水地區進行覓食，以有堅硬外殼的動物為食；而湖翼龍則可能以湖泊深水地區的魚類為食。

## 外部連結
- Noripterus in the Pterosaur Database